# Bitwa na Grobli Kremskiej (1332)
Bitwa na Grobli Kremskiej (Kremmer Damm) – starcie zbrojne między siłami brandenburskimi elektora Ludwika V a rycerstwem księcia szczecińskiego Barnima III Wielkiego, do którego doszło 1 sierpnia 1332 podczas wojny pomorsko-brandenburskiej w obronie przed narzucanym Pomorzu zwierzchnictwem lennym.
Po wygaśnięciu brandenburskiej linii dynastii askańskiej cesarz Ludwik IV uczynił margrabią Brandenburgii swego syna Ludwika V, ogłaszając jednocześnie, że księstwo szczecińskie ma być poddane jego lennej zwierzchności. Takie same oświadczenia składał nieletni jeszcze Ludwik V. Barnim III (ojciec Otton I przekazał mu za życia władzę książęcą) odmówił złożenia hołdu Ludwikowi V, jako że zależność dotyczyła tylko dynastii askańskiej, a już margrabia Waldemar Wielki (panujący w latach 1309–1319) nie żądał od Gryfitów hołdu. Po kilku starciach zbrojnych, które przebiegły pomyślnie dla księcia szczecińskiego, prowadzono rozmowy pokojowe, ale nie dały one rezultatu.
Latem 1332 r. obie strony konfliktu wznowiły działania wojenne, a 1 sierpnia wojska Barnima III, wspierane przez książąt meklemburskich z Werle oraz siły hrabstwa Schwerinu zajęły pozycje na północnym krańcu Grobli Kremskiej (Kremmer Damm), prowadzącej przez bagna i podmokłe tereny na zachód od miasta Kremmen. Gdy siły Ludwika V (liczącego sobie wtedy 17 lat, a więc bez doświadczenia bojowego) zaczęły przechodzić przez groblę, Barnim III zaatakował ciężkie oddziały jazdy brandenburskiej. W walce na grobli zginęło 400 samych tylko ciężkozbrojnych rycerzy brandenburskich, liczni inni, zepchnięci z grobli, potopili się w bagnach, a tylko resztki sił brandenburskich zdołały uciec i schronić się za murami Kremmen.
Barnim III próbował oblec miasto, ale nie był przygotowany do oblężenia i odstąpił. Jednakże porażka Ludwika V sprawiła, że jego ojciec, cesarz Ludwik IV skłonił go do rozmów pokojowych. W wyniku układu podpisanego 28 czerwca 1333 r. w Lipianach Ludwik V zrezygnował z żądań podporządkowania mu księstwa szczecińskiego oraz roszczeń do miasta Banie (będącego w posiadaniu joannitów), Barnim III zgodził się zaprzestać walk bez żadnych dodatkowych zobowiązań i ustalono trzyletni rozejm.
Ostatecznie spór został rozstrzygnięty w 1338 r., kiedy to na sejmie Rzeszy we Frankfurcie nad Menem zarówno Ludwik IV, jak i Ludwik V ostatecznie zrezygnowali z żądań poddania księstwa szczecińskiego zwierzchnictwu brandenburskiemu.
80 lat później wnuk Barnima III, Kazimierz V, stoczył dokładnie w tym samym miejscu drugą bitwę z Brandenburgią i również odniósł zwycięstwo; z uwagi na niemal identyczny przebieg obu bitew, bywają one mylone. Znajdujący się obecnie na miejscu bitwy pomnik wiąże się z drugą bitwą.
Zobacz: Bitwa na Grobli Kremskiej (1412).
O bitwie ułożona została zachowana niemiecka pieśń ludowa, opisująca bitwę z niemieckiego punktu widzenia, a więc nazywająca księcia Barnima III „małym człowiekiem”, a margrabiego Ludwika V „dzielnym bohaterem”.